# Luis Fuentes
Pour les articles homonymes, voir Fuentes.
Luis Fuentes était un joueur de football professionnel chilien né le 14 août 1971 à Petorca. Il prend sa retraite en 2014.

## Biographie
Luis Fuentes reçoit sa première sélection en équipe de Chili lors du match Chili - Iran le 31 janvier 1998.
Il prend sa retraite internationale le 12 octobre 2005 à l'occasion d'un match face à l'équipe d'Équateur.
Entre 1998 et 2005, il totalise 27 sélections et 5 buts pour l'équipe du Chili.
Après sa retraite, il devient entraîneur des équipes de jeunes de Coquimbo Unido puis de Cobreloa.

## Palmarès
| Année | Titre                                        | Club              | Pays  |
| 2003  | Vainqueur de la Primera División (ouverture) | Cobreloa          | Chili |
| 2003  | Vainqueur de la Primera División (clôture)   | Cobreloa          | Chili |
| 2004  | Vainqueur de la Primera División (clôture)   | Cobreloa          | Chili |
| 2010  | Vainqueur de la Primera División B           | Municipal Iquique | Chili |
| 2010  | Vainqueur de la Copa Chile                   | Municipal Iquique | Chili |